# Magyarország agglomerációs térségei
Ez a lista Magyarország agglomerációs térségeit sorolja fel lakónépesség szerint. Az alábbi adatok a 2024. január 1. szerinti állapotot tükrözik, és a KSH honlapjáról származnak. Magyarországon a KSH az agglomerálódási folyamat előrehaladottsága szerint három szintet különböztet meg. Ezek az agglomerációk, agglomerálódó térségek és nagyvárosi településegyüttesek. 2003 előtt létezett az „urbanizálódó térség” besorolás is.
| #   | Név                                          | Lakónépesség | Települések száma | Ebből város |
| --- | -------------------------------------------- | ------------ | ----------------- | ----------- |
| 1.  | Budapesti agglomeráció                       | 2 595 327    | 81                | 38          |
| –   | Budapest                                     | 1 686 222    | 81                | 38          |
| –   | Budapest körüli agglomerációs szektorok      | 909 105      | 81                | 38          |
| –   | Budapesti agglomeráció déli szektor          | 245 164      | 81                | 38          |
| –   | Budapesti agglomeráció északnyugati szektor  | 153 580      | 81                | 38          |
| –   | Budapesti agglomeráció keleti szektor        | 148 517      | 81                | 38          |
| –   | Budapesti agglomeráció északi szektor        | 142 251      | 81                | 38          |
| –   | Budapesti agglomeráció délkeleti szektor     | 114 492      | 81                | 38          |
| –   | Budapesti agglomeráció nyugati szektor       | 105 101      | 81                | 38          |
| 2.  | Debreceni nagyvárosi településegyüttes       | 267 996      | 13                | 5           |
| 3.  | Győri agglomeráció                           | 242 079      | 68                | 4           |
| 4.  | Miskolci agglomeráció                        | 233 774      | 36                | 9           |
| 5.  | Szegedi nagyvárosi településegyüttes         | 201 885      | 15                | 2           |
| 6.  | Pécsi agglomeráció                           | 177 257      | 41                | 2           |
| 7.  | Székesfehérvári nagyvárosi településegyüttes | 166 154      | 35                | 3           |
| 8.  | Balatoni agglomerálódó térség                | 150 666      | 53                | 13          |
| 9.  | Nyíregyházi nagyvárosi településegyüttes     | 145 241      | 10                | 3           |
| 10. | Kecskeméti nagyvárosi településegyüttes      | 132 572      | 8                 | 2           |
| 11. | Békéscsabai nagyvárosi településegyüttes     | 121 239      | 9                 | 5           |
| 12. | Szombathelyi agglomerálódó térség            | 117 795      | 52                | 2           |
| 13. | Szolnoki nagyvárosi településegyüttes        | 93 724       | 12                | 3           |
| 14. | Tatabányai nagyvárosi településegyüttes      | 86 342       | 11                | 1           |
| 15. | Zalaegerszegi agglomerálódó térség           | 82 679       | 51                | 1           |
| 16. | Veszprémi nagyvárosi településegyüttes       | 80 212       | 18                | 2           |
| 17. | Soproni nagyvárosi településegyüttes         | 79 438       | 12                | 1           |
| 18. | Kaposvári nagyvárosi településegyüttes       | 76 622       | 23                | 1           |
| 19. | Egri agglomerálódó térség                    | 72 631       | 17                | 1           |
| 20. | Dunaújvárosi nagyvárosi településegyüttes    | 55 654       | 5                 | 2           |
| 21. | Nagykanizsai nagyvárosi településegyüttes    | 54 480       | 24                | 1           |
| 22. | Szekszárdi nagyvárosi településegyüttes      | 43 189       | 10                | 1           |
| 23. | Salgótarjáni nagyvárosi településegyüttes    | 43 151       | 10                | 1           |